# Roberto Duval
Roberto Duval (Santana do Livramento, 27 de outubro de 1913 - Fortaleza, 19 de agosto de 1986) foi um ator que trabalhou em vários filmes brasileiros, sendo 10 com o humorista Mazzaropi. Era casado com a atriz Célia San Martin e pai do radialista Rudy Cascaes. Foi diretor da " Casa dos Artistas", foi casado também com a atriz Suely May. Teve dois filhos: Rudy e Roberta. Morreu de um infarto.

## Filmografia
| Ano  | Título                        | Personagem              |
| ---- | ----------------------------- | ----------------------- |
| 1949 | A Escrava Isaura              | —                       |
| 1949 | Pinguinho de Gente            | Mau Caráter             |
| 1950 | Um Beijo Roubado              | Mocinho                 |
| 1954 | Toda A Vida em Quinze Minutos | —                       |
| 1954 | Marujo Por Acaso              | —                       |
| 1956 | O Feijão É Nosso              | —                       |
| 1956 | O Gato de Madame              | vice-chefe da quadrilha |
| 1956 | Fuzileiro do Amor             | Sargento-Instrutor      |
| 1957 | Metido a Bacana               | Ministro                |
| 1957 | Na Corda Bamba                | Botazzo                 |
| 1957 | O Noivo da Girafa             | Poeta                   |
| 1957 | Com Jeito Vai                 | Brasa                   |
| 1957 | De Pernas pro Ar              | Gualter Galo            |
| 1958 | Chofer de Praça               | Pai da noiva rica       |
| 1958 | O Barbeiro que se Vira        | Gavião                  |
| 1958 | Chico Fumaça                  | Prefeito                |
| 1959 | Entrei de Gaiato              | Dr. Marc                |
| 1960 | Zé do Periquito               | Seu Miguel              |
| 1960 | Jeca Tatu                     | Vaca Brava              |
| 1960 | Maria 38                      | Eurico                  |
| 1960 | Virou Bagunça                 | Granada                 |
| 1961 | Tristeza do Jeca              | Vinicius                |
| 1961 | Mulheres e Milhões            | —                       |
| 1962 | O Vendedor de Linguiças       | Delegado                |
| 1963 | Casinha Pequenina             | Pedro                   |
| 1963 | Sonhando com Milhões          | —                       |
| 1963 | Nordeste Sangrento            | Tenente Amado           |

## Ligações Externas
- Roberto Duval. no IMDb.